# Покровцы

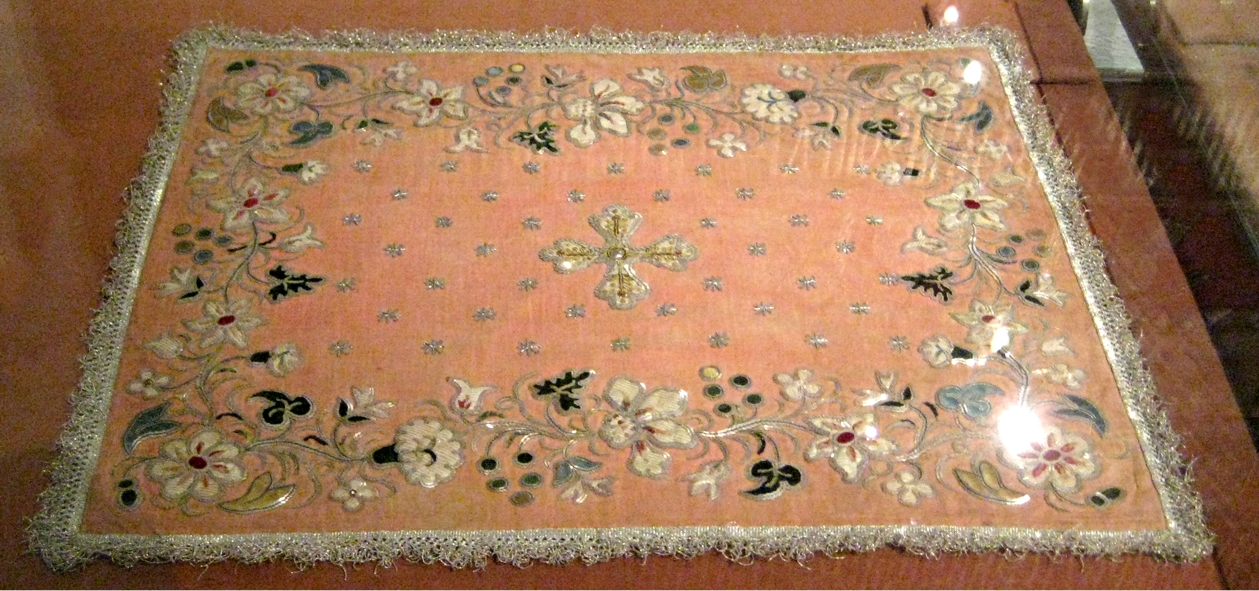
Воздух, XIX век, Кирилло-Белозерский монастырь

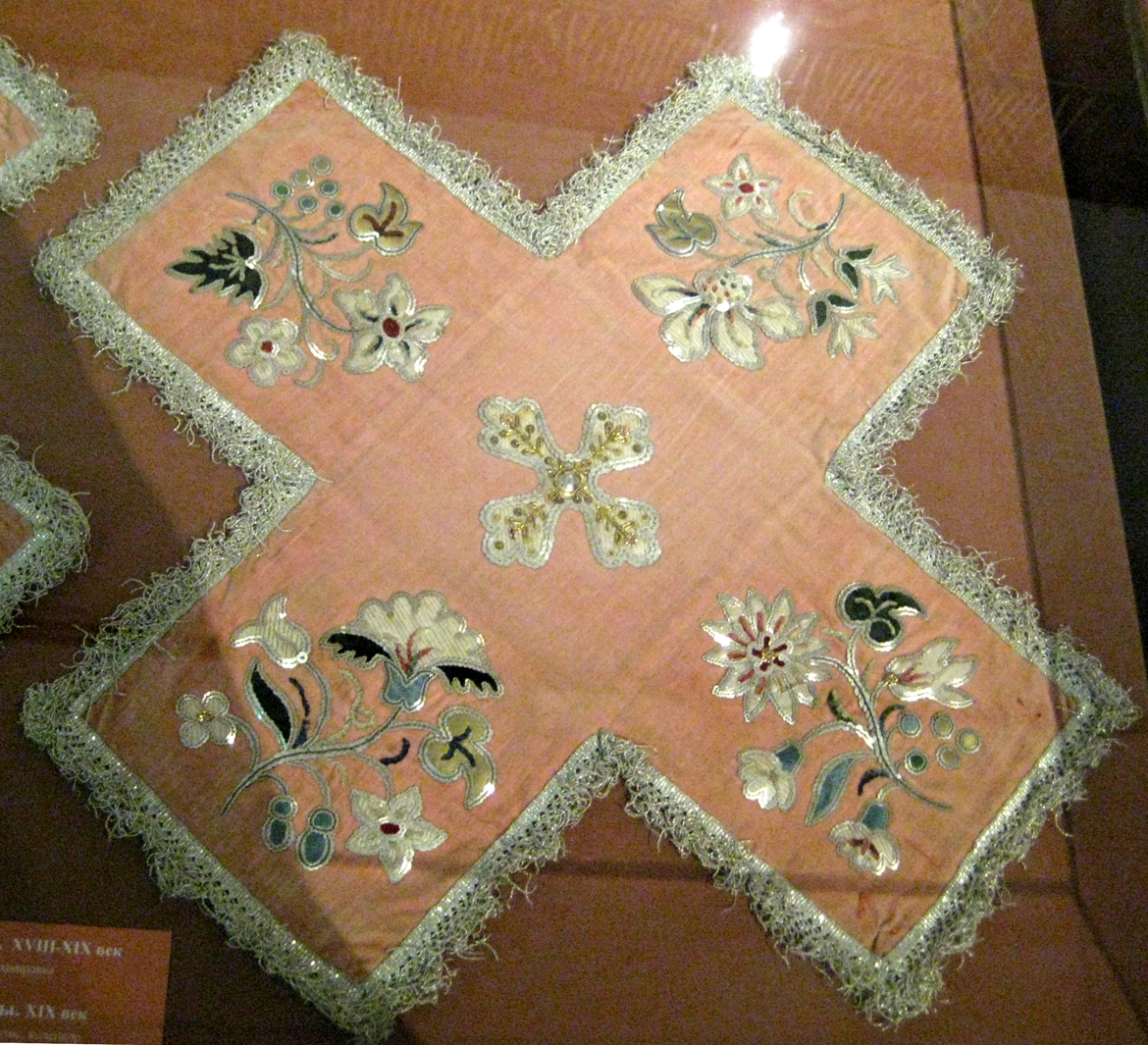
Покровец, XIX век, Кирилло-Белозерский монастырь

Покровцы́, покрова́ — матерчатые платы, которыми покрываются дискос и потир во время литургии византийского обряда.
Покрывание происходит последовательно сначала малыми покровцами, каждый сосуд в отдельности, а затем оба вместе покрываются общим большим покровом. Меньшие по размеру покровы называются покровца́ми, больший — возду́хом.
Происхождение покровов древнее. Ранее всего вошли в употребление малые покровцы, которые исполняли практическую задачу — предохранение Святых Даров в сосудах от мух, пыли, чего особенно много в жарких странах Ближнего Востока. Большой покров был введён в церковное употребление позднее, в V веке, уже преимущественно из символических соображений.

### Символическая интерпретация
Псевдо-Герман Константинопольский в конце VIII века сравнил возду́х с камнем, который Иосиф Аримафейский привалил ко гробу Христову, высеченному в скале; также сравнил с завесой небесного храма, описанного в 10-й главе Послания к евреям. Согласно святителю Симеону Солунскому возду́х является символом небесной тверди, а также плащаницы Спасителя; отсюда возду́х понимают как напоминание о Страстях Христовых. Традиционно обряд потрясания священнослужителями возду́хом во время произнесения Символа веры символически толкуют как указание на благодать Святого Духа.